# Bibio ferruginatus
Espèce
Bibio ferruginatus est une espèce d'insectes de l'ordre des diptères (qui regroupe, entre autres, des espèces principalement désignées par les noms vernaculaires de mouches, moustiques, taons...) et de la famille des Bibionidae.

## Classification
L'espèce Bibio ferruginatus est décrite par Carl von Linné en 1767.
Cette espèce est connue au muséum national d'histoire naturelle de Paris et à l'INPN.